# Pièces de 5 cents de dollar américain Westward Journey
Le Westward Journey nickel est une série de 4 pièces de 5 cents américains émise en 2004 et 2005 pour commémorer la conquête de l'Ouest.
| Image | Image                                    | Valeur | Spécifications | Spécifications | Spécifications | Spécifications          | Description | Description      | Description           | Début | Usage   | Appellation courante |
| Avers | Revers                                   | Valeur | Diamètre       | Épaisseur      | Masse          | Composition             | Tranche     | Avers            | Revers                | Début | Usage   | Appellation courante |
| ----- | ---------------------------------------- | ------ | -------------- | -------------- | -------------- | ----------------------- | ----------- | ---------------- | --------------------- | ----- | ------- | -------------------- |
|       |                                          | $0.05  | 21.21 mm       | 1.95 mm        | 5.00 g         | Cuivre 75 % Nickel 25 % | Lisse       | Thomas Jefferson | Achat de la Louisiane | 2004  | répandu | Nickel               |
|       | Bateau de l'expédition de Lewis et Clark | $0.05  | 21.21 mm       | 1.95 mm        | 5.00 g         | Cuivre 75 % Nickel 25 % | Lisse       | Thomas Jefferson | 2004                  |       | répandu | Nickel               |
|       | Bison                                    | $0.05  | 21.21 mm       | 1.95 mm        | 5.00 g         | Cuivre 75 % Nickel 25 % | Lisse       | Thomas Jefferson | 2005                  |       | répandu | Nickel               |
|       | Côte Pacifique                           | $0.05  | 21.21 mm       | 1.95 mm        | 5.00 g         | Cuivre 75 % Nickel 25 % | Lisse       | Thomas Jefferson | 2005                  |       | répandu | Nickel               |